# Lucius Iunius Caesennius Paetus (Konsul 61)
Lucius Iunius Caesennius Paetus († nach 71) war ein römischer Politiker.
Paetus war im Jahr 61 zusammen mit Publius Petronius Turpilianus ordentlicher Konsul, dürfte demnach vor 18 n. Chr. geboren sein. Noch im selben Jahr schickte ihn Nero als kaiserlichen Legaten (legatus Augusti pro praetore) zum Schutz Armeniens in die Provinz Cappadocia. Während des Partherkriegs von 58 bis 63 erlitt er in der Schlacht von Rhandeia eine Niederlage und musste sich den Parthern ergeben.
Seit dem Jahr 70 war er Statthalter der Provinz Syria. 71/72 besiegte er dort Antiochos IV. von Kommagene. Kommagene wurde anschließend in die Provinz Syria eingegliedert. Über seinen Tod ist nichts bekannt.
Vermutlich war er der Vater des gleichnamigen Lucius Iunius Caesennius Paetus, der im Jahr 79 das Amt eines Suffektkonsuls innehatte und um das Jahr 94 als Prokonsul der Provinz Asia amtierte.